# Nassellor
Nassellor (Nassella) är ett släkte av gräs. Nassellor ingår i familjen gräs.

## Bildgalleri

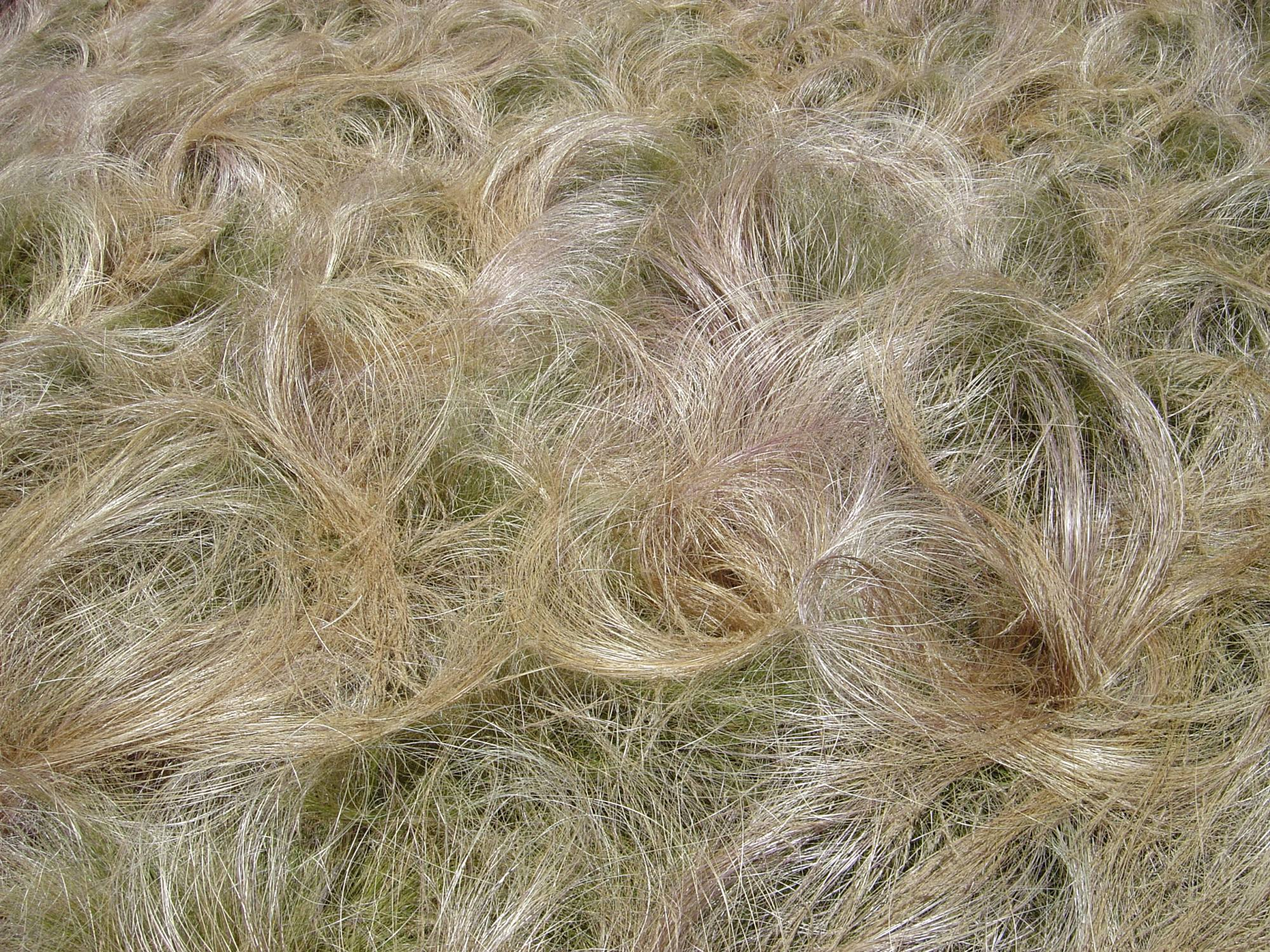
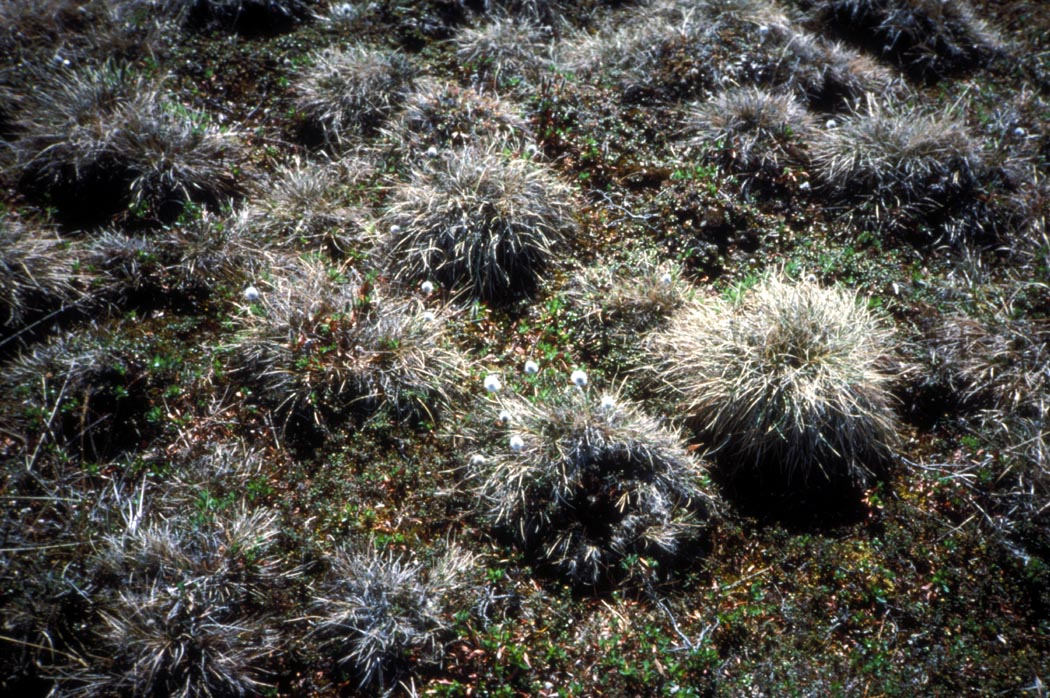
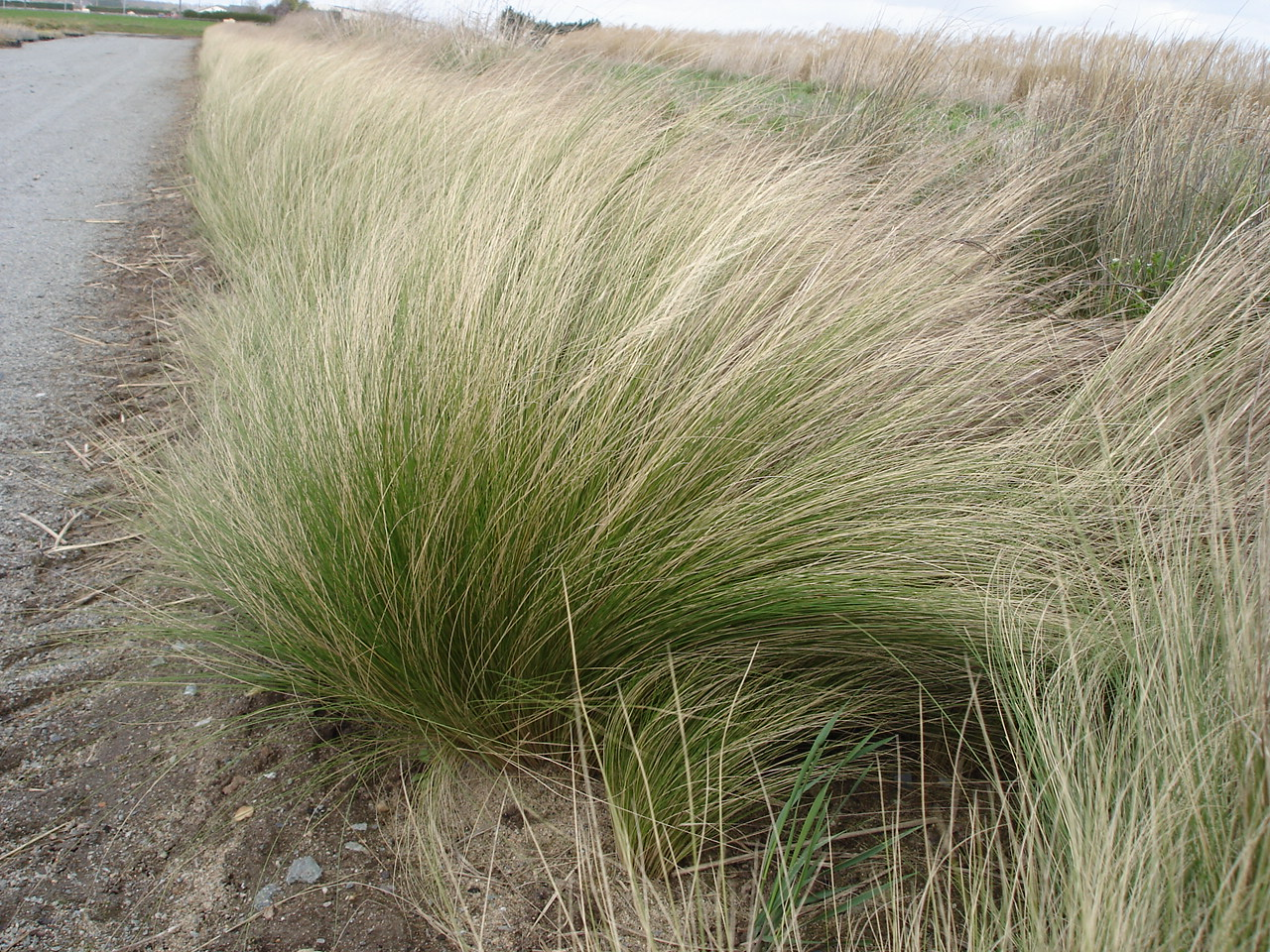
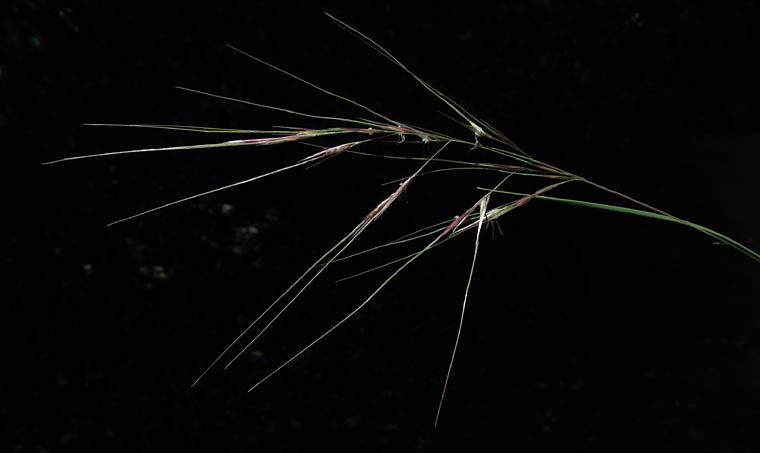

## Dottertaxa till Nassellor, i alfabetisk ordning[1]
- Nassella ancoraimensis
- Nassella asplundii
- Nassella cabrerae
- Nassella catamarcensis
- Nassella chaparensis
- Nassella chilensis
- Nassella elata
- Nassella fabrisii
- Nassella famatinensis
- Nassella gibba
- Nassella gigantea
- Nassella glabripoda
- Nassella hunzikeri
- Nassella ibarrensis
- Nassella juncea
- Nassella laevissima
- Nassella linearifolia
- Nassella meyeniana
- Nassella meyeri
- Nassella nidulans
- Nassella niduloides
- Nassella novari
- Nassella pampagrandensis
- Nassella parva
- Nassella pseudopampagrandensis
- Nassella pubiflora
- Nassella punensis
- Nassella pungens
- Nassella ragonesei
- Nassella trachyphylla
- Nassella trichotoma
- Nassella yaviensis